# Joyce Blessing
Joyce Blessing là một nhạc sĩ phúc âm người Ghana.

## Tuổi thơ và giáo dục
Joyce được sinh ra cho ông Christopher Kwabena Twene và bà Gladys Yaa Kyewaa. Cô đảm nhận việc giáo dục cơ bản tại Trung tâm giáo dục của Peter và Atimatim JSS ở Kumasi.

## Sự nghiệp âm nhạc
Sự nghiệp của Joyce đến với ánh đèn sân khấu khi cô giành được một giải thưởng với "Monko Mo Akyi" trong Giải thưởng Âm nhạc Ghana 2014. Cô đã hát với một số nghệ sĩ, cụ thể là Ernest Opoku, Mary Ghansah và Jewel Ackah. Joyce có một số album theo tín dụng của mình và chuẩn bị đi lưu diễn ở Mỹ và Canada, với bài hát "Swerve You" năm 2018 của cô.

## Cuộc sống cá nhân
Joyce kết hôn với người quản lý của mình, David Joy, và họ có hai con trai.

## Phần thưởng và đề cử
| Năm  | Nội dung                                 | Giải thưởng | Người nhận / công việc được đề cử | Kết quả     | Tham chiếu |
| ---- | ---------------------------------------- | --- | --- | ----------- | ---------- |
| 2018 | Giải thưởng âm nhạc Ghana Vương quốc Anh | Bài hát phúc âm của năm                                                                                          | Khởi động 4 Khởi động \|style="background: #FDD; color: black; vertical-align: middle; text-align: center; " class="no table-no2"\|Đề cử            | [ 7 ] [ 8 ] |            |
| 2018 | Giải thưởng âm nhạc Ghana Vương quốc Anh | Nghệ sĩ phúc âm của năm                                                                                          | Chính mình \|style="background: #FDD; color: black; vertical-align: middle; text-align: center; " class="no table-no2"\|Đề cử                       |             |            |
| 2018 | Giải thưởng 3Music                       | style="background: #FDD; color: black; vertical-align: middle; text-align: center; " class="no table-no2"\|Đề cử | Chính mình \|style="background: #FDD; color: black; vertical-align: middle; text-align: center; " class="no table-no2"\|Đề cử                       | [ 9 ]       |            |
| 2018 | Giải thưởng 3Music                       | style="background: #FDD; color: black; vertical-align: middle; text-align: center; " class="no table-no2"\|Đề cử | Chính mình \|style="background: #FDD; color: black; vertical-align: middle; text-align: center; " class="no table-no2"\|Đề cử                       |             |            |
| 2014 | Giải thưởng âm nhạc Vodafone Ghana       | Bài hát phúc âm của năm                                                                                          | Nyame Egwamaa \|style="background: #FDD; color: black; vertical-align: middle; text-align: center; " class="no table-no2"\|Đề cử                    | [ 10 ]      |            |
| 2014 | Giải thưởng âm nhạc Vodafone Ghana       | Trình diễn giọng nữ hay nhất                                                                                     | Chính mình \|style="background: #FDD; color: black; vertical-align: middle; text-align: center; " class="no table-no2"\|Đề cử                       |             |            |
| 2014 | Giải thưởng âm nhạc Vodafone Ghana       | style="background: #FDD; color: black; vertical-align: middle; text-align: center; " class="no table-no2"\|Đề cử | Chính mình \|style="background: #FDD; color: black; vertical-align: middle; text-align: center; " class="no table-no2"\|Đề cử                       |             |            |
| 2014 | Giải thưởng âm nhạc Vodafone Ghana       | Album của năm | Giá nặng \|style="background: #99FF99; color: black; vertical-align: middle; text-align: center; " class="yes table-yes2"\|Đoạt giải                | [ 11 ]      |            |
| 2014 | Giải thưởng âm nhạc Vodafone Ghana       | Hợp tác tốt nhất trong năm                                                                                       | Bản thân mình là viên ngọc Ackah \|style="background: #FDD; color: black; vertical-align: middle; text-align: center; " class="no table-no2"\|Đề cử |             |            |
| 2013 | Giải thưởng Công nghiệp Tin Lành Ghana   | Album của năm | Giá nặng \|style="background: #FDD; color: black; vertical-align: middle; text-align: center; " class="no table-no2"\|Đề cử                         | [ 12 ]      |            |
| 2013 | Giải thưởng Công nghiệp Tin Lành Ghana   | Bài hát của năm                                                                                                  | Monko Mo Akyi \|style="background: #FDD; color: black; vertical-align: middle; text-align: center; " class="no table-no2"\|Đề cử                    |             |            |
| 2013 | Giải thưởng Công nghiệp Tin Lành Ghana   | Nghệ sĩ của năm                                                                                                  | Chính mình \|style="background: #FDD; color: black; vertical-align: middle; text-align: center; " class="no table-no2"\|Đề cử                       |             |            |
| 2013 | Giải thưởng Công nghiệp Tin Lành Ghana   | Video phổ biến của năm                                                                                           | Monko Mo Akyi \|style="background: #FDD; color: black; vertical-align: middle; text-align: center; " class="no table-no2"\|Đề cử                    |             |            |
| 2013 | Giải thưởng Công nghiệp Tin Lành Ghana   | Hợp tác của năm                                                                                                  | Bản thân mình là viên ngọc Ackah \|style="background: #FDD; color: black; vertical-align: middle; text-align: center; " class="no table-no2"\|Đề cử |             |            |
| 2013 | Giải thưởng Công nghiệp Tin Lành Ghana   | Nữ ca sĩ của năm                                                                                                 | Chính mình \|style="background: #FDD; color: black; vertical-align: middle; text-align: center; " class="no table-no2"\|Đề cử                       |             |            |

## Danh sách đĩa hát

### Album
| Năm  | Tựa đề           | Tham khảo |
| ---- | ---------------- | --------- |
| 2007 | Obi Ntu Nyame    | [ 2 ]     |
| 2012 | Promise and Fail | [ 2 ]     |
| 2014 | Heavy Price      | [ 2 ]     |
| 2017 | Agyebum          | '         |

### Đĩa đơn
- Monko Mo Akyi [2]
- Mensei Da[14]
- Heavy Price [15]
- I Swerve You [16]